# 西里伯斯沼銀漢魚
西里伯斯沼銀漢魚，為輻鰭魚綱銀漢魚目沼銀漢魚科的其中一種，被IUCN列為易危保育類動物，分布於印尼蘇拉威西Towuti及Mahalona湖流域，體長可達6.8公分，為熱帶淡水魚，棲息在表層水域，生活習性不明，可做為觀賞魚。

## 擴展閱讀
維基物種上的相關：西里伯斯沼銀漢魚